# Йёнссон, Расмус
Рикард Расмус Йёнссон (швед. Richard Rasmus Jönsson; род. 27 января 1990, Викен[…]) — шведский футболист, полузащитник клуба «Хельсингборг».

## Клубная карьера
Начал заниматься футболом в клубе «Викен» из своего родного города, откуда в 12-летнем возрасте перешёл в академию «Хельсингборга», где дорос до основной команды. 31 марта 2008 года дебютировал в чемпионате Швеции в игре с «Сундсваллем», выйдя на замену в конце встречи. 14 сентября в выездной игре с «Норрчёпингом» забил первые голы за клуб, оформив дубль в первом тайме, чем помог своей команде обыграть соперника. В сезоне 2010 года вместе с командой завоевал серебряные медали Алльсвенскана и выиграл кубок страны. В решающем матче с «Хаммарбю», состоявшемся 13 ноября, Йёнссон забил единственный мяч во встрече.
29 августа 2011 года перешёл в немецкий «Вольфсбург», подписав с клубом контракт, рассчитанный на четыре года. 11 сентября в игре с «Шальке 04» дебютировал в Бундеслиге. Йёнссон вышел на поле в стартовом составе и на 33-й минуте ассистировал Марио Манджукичу, а в конце встречи уступил место корейцу Ку Джа Чхолю. Вторую часть сезона 2012/2013 провёл в аренде во «Франкфурт» во Второй Бундеслиге.
9 августа 2013 года на правах аренды перешёл в датский «Ольборг». Первую игру за новый клуб в чемпионате страны провёл 13 сентября против «Сённерйюска», появившись на замену на 70-й минуте. По окончании аренды подписал с клубом полноценный двухлетний контракт. В мае 2016 года не стал продлевать контракт с «Ольборгом» и перешёл в «Оденсе», где провёл два сезона.
13 июля 2018 года вернулся в «Хельсингборг», подписав соглашение на оставшуюся часть сезона. Первую игру после возвращения провёл 29 июля в гостях против «Йёнчёпинга». По итогам сезона клуб стал победителем Суперэттана и вышел в Алльсвенскан, а Йёнссон продлил контракт с командой на четыре года.
1 июля 2019 года отправился в Таиланд, где перешёл в «Бурирам Юнайтед». Спустя неделю дебютировал за тайский клуб в первом туре чемпионата страны с «Супханбури». 2 октября в игре против «Накхонратчасимы» забил свой первый и единственный гол, чем помог своей команде одержать победу. По итогам чемпионата «Бурирам Юнайтед» занял вторую строчку в турнирной таблице и завоевал серебряные медали.
10 января 2020 года Йёнссон во второй раз вернулся в «Хельсингборг», заключив с клубом двухлетнее соглашение. 15 июня сыграл первую игру в чемпионате после возвращения, выйдя на поле в стартовом составе на игру первого тура с «Варбергом».

## Карьера в сборной
Выступал за юношеские и молодёжные сборные Швеции. 28 января 2009 года дебютировал в составе национальной сборной Швеции в товарищеской игре с Ботсваной, выйдя в стартовом составе и на 72-й минуте уступив место Даниелю Ларссону.

## Достижения
Хельсингборг:
- Серебряный призёр чемпионата Швеции: 2010
- Обладатель Кубка Швеции: 2010
- Обладатель Суперкубка Швеции: 2011
- Победитель Суперэттана: 2018

Ольборг:
- Чемпион Дании: 2013/14

Бурирам Юнайтед:
- Серебряный призёр чемпионата Таиланда: 2019

## Клубная статистика
| Выступление      | Выступление       | Выступление      | Лига | Лига | Кубки | Кубки | Конт. кубки | Конт. кубки | Разное | Разное | Итого | Итого |
| Клуб             | Лига              | Сезон            | Игры | Голы | Игры  | Голы  | Игры        | Голы        | Игры   | Голы   | Игры  | Голы  |
| ---------------- | ----------------- | ---------------- | ---- | ---- | ----- | ----- | ----------- | ----------- | ------ | ------ | ----- | ----- |
| Хельсингборг     | Алльсвенскан      | 2008             | 18   | 3    | 0     | 0     | 0           | 0           | 0      | 0      | 18    | 3     |
| Хельсингборг     | Алльсвенскан      | 2009             | 26   | 8    | 4     | 3     | 6           | 2           | 0      | 0      | 36    | 13    |
| Хельсингборг     | Алльсвенскан      | 2010             | 30   | 6    | 5     | 3     | 0           | 0           | 0      | 0      | 35    | 9     |
| Хельсингборг     | Алльсвенскан      | 2011             | 23   | 9    | 2     | 1     | 4           | 1           | 1      | 0      | 30    | 11    |
| Хельсингборг     | Итого             | Итого            | 97   | 26   | 11    | 7     | 10          | 3           | 1      | 0      | 119   | 36    |
| Вольфсбург       | Бундеслига        | 2011/12          | 11   | 0    | 0     | 0     | 0           | 0           | 0      | 0      | 11    | 0     |
| Вольфсбург       | Бундеслига        | 2012/13          | 6    | 0    | 0     | 0     | 0           | 0           | 0      | 0      | 6     | 0     |
| Вольфсбург       | Итого             | Итого            | 17   | 0    | 0     | 0     | 0           | 0           | 0      | 0      | 17    | 0     |
| Франкфурт        | Вторая Бундеслига | 2012/13          | 6    | 1    | 0     | 0     | 0           | 0           | 0      | 0      | 6     | 1     |
| Франкфурт        | Итого             | Итого            | 6    | 1    | 0     | 0     | 0           | 0           | 0      | 0      | 6     | 1     |
| Ольборг          | Суперлига         | 2013/14          | 19   | 6    | 0     | 0     | 0           | 0           | 0      | 0      | 19    | 6     |
| Ольборг          | Суперлига         | 2014/15          | 15   | 1    | 1     | 0     | 0           | 0           | 0      | 0      | 16    | 1     |
| Ольборг          | Суперлига         | 2015/16          | 32   | 5    | 2     | 0     | 0           | 0           | 0      | 0      | 34    | 5     |
| Ольборг          | Итого             | Итого            | 66   | 12   | 3     | 0     | 0           | 0           | 0      | 0      | 69    | 12    |
| Оденсе           | Суперлига         | 2016/17          | 36   | 8    | 0     | 0     | 0           | 0           | 0      | 0      | 36    | 8     |
| Оденсе           | Суперлига         | 2017/18          | 20   | 0    | 0     | 0     | 0           | 0           | 0      | 0      | 20    | 0     |
| Оденсе           | Итого             | Итого            | 56   | 8    | 0     | 0     | 0           | 0           | 0      | 0      | 56    | 8     |
| Хельсингборг     | Суперэттан        | 2018             | 15   | 5    | 1     | 0     | 0           | 0           | 0      | 0      | 16    | 5     |
| Хельсингборг     | Алльсвенскан      | 2019             | 13   | 4    | 0     | 0     | 0           | 0           | 0      | 0      | 13    | 4     |
| Хельсингборг     | Итого             | Итого            | 28   | 9    | 1     | 0     | 0           | 0           | 0      | 0      | 29    | 9     |
| Бурирам Юнайтед  | Тай Лига 1        | 2019             | 13   | 1    | 0     | 0     | 0           | 0           | 0      | 0      | 13    | 1     |
| Бурирам Юнайтед  | Итого             | Итого            | 13   | 1    | 0     | 0     | 0           | 0           | 0      | 0      | 13    | 1     |
| Хельсингборг     | Алльсвенскан      | 2020             | 24   | 3    | 0     | 0     | 0           | 0           | 0      | 0      | 24    | 3     |
| Хельсингборг     | Суперэттан        | 2021             | 27   | 3    | 4     | 0     | 0           | 0           | 2      | 0      | 33    | 3     |
| Хельсингборг     | Алльсвенскан      | 2022             | 10   | 0    | 0     | 0     | 0           | 0           | 0      | 0      | 10    | 0     |
| Хельсингборг     | Итого             | Итого            | 61   | 6    | 4     | 0     | 0           | 0           | 0      | 0      | 65    | 6     |
| Всего за карьеру | Всего за карьеру  | Всего за карьеру | 344  | 63   | 19    | 7     | 10          | 3           | 3      | 0      | 376   | 73    |

## Статистика в сборной
| Матчи и голы Расмуса Йёнссона за национальную сборную Швеции | Матчи и голы Расмуса Йёнссона за национальную сборную Швеции | Матчи и голы Расмуса Йёнссона за национальную сборную Швеции | Матчи и голы Расмуса Йёнссона за национальную сборную Швеции | Матчи и голы Расмуса Йёнссона за национальную сборную Швеции | Матчи и голы Расмуса Йёнссона за национальную сборную Швеции |
| №                                                            | Дата                                                         | Оппонент                                                     | Счёт                                                         | Голы                                                         | Соревнование                                                 |
| ------------------------------------------------------------ | ------------------------------------------------------------ | ------------------------------------------------------------ | ------------------------------------------------------------ | ------------------------------------------------------------ | ------------------------------------------------------------ |
| 1                                                            | 19 января 2011                                               | Ботсвана                                                     | 2:1                                                          | 0                                                            | Товарищеский матч                                            |
| 2                                                            | 22 января 2011                                               | ЮАР                                                          | 1:1                                                          | 0                                                            | Товарищеский матч                                            |

Итого:2 матча и 0 голов; 1 победа, 1 ничья, 0 поражений.